# 대영 제국
대영 제국(영어: British Empire)은 영국 본국과 자치령, 식민지, 보호령, 위임통치령, 그리고 속령으로 구성된 정치 체제였다. 대영제국은 16세기 말부터 17세기 초에 잉글랜드 왕국이 건립한 해외 영토와 무역 거점에서 시작되었다. 19세기와 20세기에 전성기를 누린 대영제국은 역사상 가장 큰 제국이었고 가장 앞선 세계 강국이었다. 1913년 기준으로 대영제국은 4억 1천200만 명의 인구를 거느리고 있었는데, 이는 1913년 당시 전체 인구의 23%를 차지했다. 대영 제국은 1920년 3550만 제곱킬로미터의 영토를 보유했는데, 이는 전체 지구 면적의 24%를 차지한다. 이에 따라 영국의 정치 체제, 법 체계, 언어, 문화가 전 세계로 퍼지게 되었다. 대영제국이 전성기를 맞이했을 때 영국이 보유한 식민지 중 한 곳은 낮이었기 때문에 "해가 지지 않는 나라"라는 별명을 가지게 되었다.
대항해시대이던 15세기와 16세기 포르투갈 제국과 스페인 제국은 유럽인들의 세계 항해를 개척했다. 스페인과 포르투갈이 쌓은 부에 대한 질투심으로, 잉글랜드 왕국, 프랑스 왕국과 네덜란드 공화국이 아메리카와 아시아에 무역 거점을 만들기 시작했다. 17세기와 18세기 잉글랜드 왕국은 네덜란드 및 프랑스와 일련의 전쟁을 벌인 끝에 북아메리카에서 확고한 지배권을 가지게 되었다. 영국은 1757년 플라시 전투에서 영국 동인도 회사가 무굴 제국이 지배하던 벵골을 점령한 뒤 인도 아대륙에서 주요 세력으로 성장하게 되었다.
미국 독립 전쟁으로 대영제국은 가장 인구가 많았던 식민지이자 가장 오랫동안 보유했던 식민지를 1783년 북아메리카에서 잃게 되었다. 영국은 영국령 북아메리카(현 캐나다)와 카리브해에 있는 영국령 서인도 제도 및 영국의 속령에 대한 지배권을 유지하는 한편,아프리카, 아시아, 그리고 태평양에서 영토 확장을 추진했다. 나폴레옹 전쟁에서 프랑스를 패배시킨 후 영국은 19세기 전 세계의 제해권을 장악하고 그들이 보유한 제국의 영토를 더욱 확장할 수 있었다. 영국은 중국과 일본으로부터 무역 조차지를, 동남아시아에서 속령을 얻어냈다. 이 시기에 그레이트 게임과 아프리카 분할도 발생했다. 영국이 전 세계에서 패권을 행사하면서 1815년부터 1914년까지 비교적 평화가 찾아왔고, 이 평화를 팍스 브리태니카로 불렀다. 영국은 전 세계에 확보한 식민지 외에도 아시아와 라틴아메리카에서 각 국가의 경제를 효과적으로 통제할 수 있었다. 20세기 초부터 일부 백인 식민지에서는 자치가 허용되었고, 일부 백인 식민지는 1920년대 자치령이 되었다. 20세기 초 영국은 중동에서도 세력을 확장했다. 이 시기 영국의 경제에 독일과 미국이 도전하기 시작했다. 영국과 독일의 군사적, 정치적, 경제적 경쟁은 제1차 세계 대전의 주요 원인이 되었으며, 영국은 제1차 세계 대전 당시 자국의 식민지에 크게 의존했다. 제1차 세계 대전 이후 대영제국의 영토는 최대에 이르렀으나, 경제 패권은 미국에게로 넘어갔으며 영국은 더 이상 산업 및 군사 분야에서 최강이 아니었다.
제2차 세계 대전 당시 영국의 동남아시아 및 동아시아 지역의 식민지는 일본 제국이 점령했다. 제2차 세계 대전에서 영국은 최종적으로 승리를 거두었지만, 영국만이 누리던 특권이 피해를 입고 영국 경제가 타격을 받음에 따라 대영제국도 쇠퇴하였다. 영국의 가장 중요한 식민지였던 인도는 1947년 독립했으며, 이후 탈식민지화 운동에 따라 영국은 세계에 보유한 대부분의 식민지를 포기해야 했다. 1956년 수에즈 위기는 영국이 강대국 반열에서 밀려났음을 입증하였고 1997년 7월 1일 영국의 홍콩 반환은 대영제국이 끝났음을 의미하는 사건으로 기억되고 있다. 그러나 여전히 영국은 해외에 14개의 속령 및 해외 영토를 보유하고 있으며, 대부분의 옛 영국 식민지들은 독립 이후 영연방에 가입했다. 영연방 회원국 중 14개의 국가가 영국과 같은 왕을 모시는 영연방 왕국을 구성하고 있으며, 현재 영연방 왕국의 왕은 찰스 3세다.
대영제국 최대 면적은 3500만 km2에 이르렀으며 이는 달의 전체 면적(3793만 km2)과 비슷하다.

## 배경 (1493년~1583년)

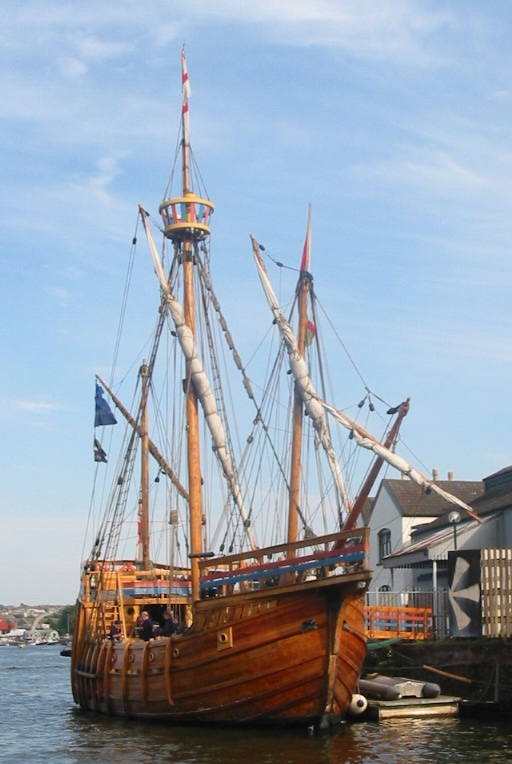
존 캐벗의 제2차 신대륙 탐험에 동원되었던 함선 매튜 호의 복제품. 캐벗은 매튜 호와 함께 종적을 감추었다.

대영 제국의 역사는 잉글랜드와 스코틀랜드 두 나라가 그레이트 브리튼 왕국으로 합쳐지기 전까지 거슬러 올라간다. 1496년 잉글랜드의 헨리 7세는 포르투갈과 스페인이 신대륙 탐험에 성공한 것을 보고 존 캐벗에게 북대서양을 거쳐 아시아까지 이르는 항해 길을 발견할 것을 주문하였다. 캐벗은 1497년에 캐나다 연안에서 성공적으로 육지를 발견하여 상륙하였지만(크리스토퍼 콜럼버스처럼 그 역시 아시아에 도착했다고 착각하였으며, 콜럼버스보다 5년 늦게 도착하였음), 그곳에 식민지를 건설하려고 하지는 않았다. 캐벗은 다음해에 다시 아메리카 탐험에 나섰지만, 그 이후 그의 원정대에 대한 소식은 전해지지 않는다.
그로부터 잉글랜드는 엘리자베스 1세의 통치가 시작된 16세기 후반까지 10년간 국외로 나아가 식민지를 건설하려는 그 어떤 시도도 하지 않았다. 종교개혁의 여파로 영국 성공회를 신봉하는 잉글랜드와 로마 가톨릭교회를 신봉하는 스페인은 경쟁 상대가 되었다. 영서전쟁에서 존 호킨스, 프랜시스 드레이크와 같이 잉글랜드 왕실로부터 재가받은 사략선들은 아메리카에 주둔한 스페인 항구들을 약탈하면서 챙긴 보물들을 싣고 대서양을 횡단하여 본국으로 돌아오는 일에 종사하였다. 동시에 리처드 해클루트, 존 디와 같은 영향력 있는 저술가들은 스페인과 포르투갈에 효과적으로 대응하려면 조국 잉글랜드 역시 제국으로 거듭나야 한다고 촉구하였다. 이때 처음으로 “대영 제국(British Empire)”이라는 단어가 등장하였다. 이때까지 스페인은 아메리카에서 확고하게 자리를 잡았으며, 포르투갈은 아프리카 연안과 브라질에서 중국까지 일련의 교역소들을 정착시켰고, 프랑스는 나중에 뉴프랑스가 되는 지역에 있는 세인트로렌스강으로 이주민들을 보내기 시작했다.
16세기의 잉글랜드는 비록 다른 유럽국가에 비해서 해외 식민지를 확보하지는 못했으나 아일랜드에 잉글랜드와 스코틀랜드의 개신교도들의 이주를 적극 장려하였다.
하지만 척박한 아일랜드땅에 이주하는 사람의 수는 적었고 북아일랜드 지역에만 꽤나 이주자가 있었다.

## 제1제국 (1583년 ~ 1783년)

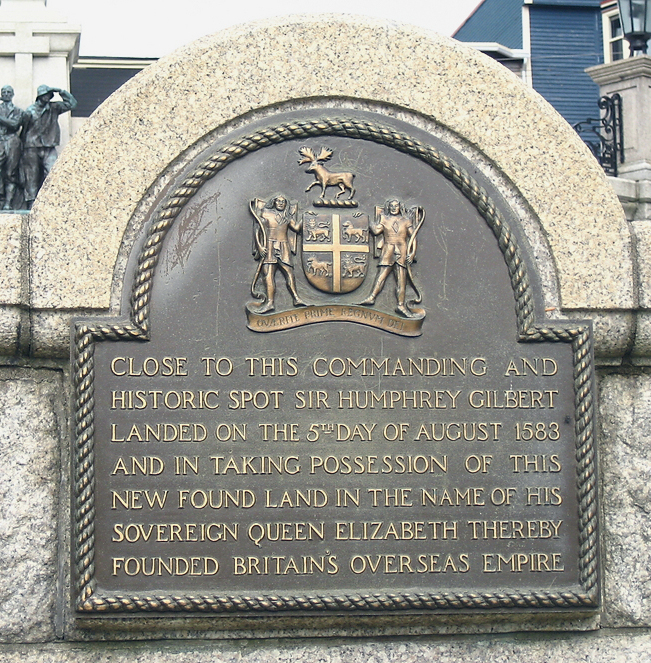
길버트의 발견을 기념하고자 뉴펀들랜드 주의 세인트존스에 세운 명판.

1578년 여왕 엘리자베스 1세는 험프리 길버트에게 바다 건너 새로운 땅의 발견과 답사를 할 수 있는 권리를 주었다. 그해, 길버트는 해적질에 종사하며 북아메리카에 식민지를 수립할 취지로 서인도 제도를 향해 떠났다. 하지만, 악천후 탓에 원정이 초반부터 실패하고 말았다. 1583년에 그는 뉴펀들랜드섬을 언급하면서 아직 아무 이민자들도 없는 이때에 잉글랜드가 차지해야 한다고 주장하였으며, 다시 한번 항해 도전에 착수하였다. 길버트는 잉글랜드로 귀국하던 도중에 숨을 거두었다. 그의 뒤를 이어 의붓형제 월터 롤리가 1584년 엘리자베스 1세로부터 특권을 받았으며, 같은 해 오늘날 노스캐롤라이나 연안에 로어노크 식민지를 건설하였다.
1603년, 스코틀랜드의 제임스 6세가 잉글랜드의 왕권을 물려받았다. 그리고 1604년에 런던 조약을 맺으면서 스페인과의 적대관계를 청산하였다. 주된 적대국과 평화관계를 맺은 이때, 잉글랜드는 다른 나라들의 식민지를 공격해 약탈하는 행동에서 스스로 국외에 식민지들을 건설하는 일에 나서는 것으로 방향을 바꾸었다. 비록 처음엔 계획성 없이 일을 시작했지만, 17세기 초에 들어서면서 대영 제국은 북아메리카와 카리브해의 작은 섬들에 자국민들을 이주시키는 사업과 더불어 개인 회사인 영국 동인도 회사를 설립하여 아시아와의 교역에 착수하기 시작했다.

### 아메리카, 아프리카 그리고 노예무역
카리브 제도는 최초 몇 번의 식민지화의 실패 이후 성공한 잉글랜드의 가장 중요하고 풍부한 하나였다. 1604년에 기니에 식민지를 건설하려는 시도가 있었으나 주요 이유인 금을 채취하지 못하여 2년만에 실패하였다. 세인트루시아(1605)와 그레나다(1609)의 식민지들은 급격히 실패 하였으나, 세인트키츠섬(1624), 바베이도스(1627) 그리고 네비스섬(1628)으로의 정착은 성공하였다. 이들 식민지들은 곧 포르투갈령 브라질이 노예 노동력을 이용하여 실행했던 설탕 플랜테이션을 성공적으로 실행하였다. 점차적으로 증가하는 이러한 무역의 이익을 유지하기 위하여 잉글랜드 의회는 1651년에 잉글랜드의 배만 잉글랜드의 식민지를 독점할 수 있도록 하는 법령을 통과시켰다. 이러한 의회의 결정은 네덜란드 공화국과의 적대적 관계를 초래하였고 몇 차례에 걸친 영국-네덜란드 전쟁 끝에 결국 잉글랜드의 아메리카 식민지 독점을 강화하는 계기가 되었다. 1655년에 잉글랜드는 스페인에게서 자메이카를 합병하게 되며, 이후 1666년에는 바하마 제도를 성공적으로 식민지화한다.
잉글랜드가 아메리카 대륙에 처음 영구정착한 곳은 존 스미스 선장이 이끌고 버지니아 회사가 지원하여 1607년에 건설한 제임스타운이다. 버뮤다는 1609년에 버지니아 회사 난파선의 깃발로 인해 1609년에 영유권이 주장 되었고 정착민들이 이주하였다. 이 후 식민지들의 대한 버지니아 회사의 특권은 1624년에 폐지되었고 버지니아 식민지의 이름으로 잉글랜드 군주의 직접 통제를 받게 되었다. 또한, 1610년에 런던 앤 브리스톨 회사가 뉴펀들랜드를 식민지화 하려는 시도를 하였으나 성공하지 못 하였다. 1620년도에는 플리머스 식민지가 청교도들을 위한 정착지로 건설 되었다. 종교재판은 많은 영국인들이 위험한 아메리카로의 항해를 결정하는 중요한 동기들 중 하나가 되었다. 1634년에 건설된 메릴랜드 식민지는 로마 카톨릭신자들을 위해 건설되었으며 로드아일랜드 식민지는 모든 사람들을 받아들이며 건설되었다. 캐롤라이나 식민지는 1663년에 건설되었다. 1664년에는 네덜란드 식민지였던 포트 암스페르담(뉴 암스페르담)이 잉글랜드에 합병되었으며, 이 후 뉴욕으로 도시의 이름이 변경되었다. 뉴욕의 합병은 제2차 영국-네덜란드 전쟁을 끝맺는 협상 중 수리남과의 교환으로 이루어졌다. 1681년도에는 펜실베이니아 식민지가 윌리엄 펜에 의해 건설 되었다. 비록 미주 식민지들은 카리브 해의 식민지 보다 재정적으로 적은 이익을 제공하였으나 좋은 질의 농작지와 적정한 기후 덕분에 많은 많은 영국 이민자들이 선호하였다.
1670년에는 잉글랜드의 찰스 2세가 왕립 특권을 사용하여 루퍼트 랜드의 모피 무역의 독점 특권을 허드슨 베이 회사에게 승인하였다. 허드슨 베이 회사가 건설 하였던 요새들과 무역지점들은 때때로 뉴 프랑스 식민지를 건설한 프랑스인들에게 공격을 받곤 하였다.
그 후 2년 뒤에는 왕립 아프리카 회사가 카리브해 영국령 식민지들의 노동력을 충원 하기 위해서 찰스 2세에게 노예 무역에 대한 독점권을 받았다. 노예제는 서인도제도의 대영 제국의 식민지를 유지하는 중요한 기반이 되었다. 1807년도에 노예 무역이 금지될 때까지 영국은 3백 5십만명의 노예들을 대서양에서 아메리카로 강제 이주 시켰다. 이는 총 강제 이주된 흑인 노예들의 3분의 1의 양이다. 이러한 노예 무역을 충원하기 위해서 대영 제국은 서아프리카에 제임스섬(James Island), 아크라(Accra) 그리고 분스섬(Bunce Island)와 같은 요새들을 세우곤 하였다. 영국령 서인도제도에 아프리카 흑인종의 비율은 1650년도에 25%에서 1780년도에는 거의 80%까지 육박하였다. 13개 식민지 주들 또한 같은 기간 동안 10%에서 40%까지 아프리카인들이 증가하였다. 이들 중 대부분은 주로 13개 식민지들 중 남쪽에 주로 정착하였다. 하지만, 열악한 배의 환경과 불규칙적인 식사 제공으로 인해 아프리카에서 건너오는 흑인 노예들 중 7명 중에 1명만이 살아남았을 때도 존재했다.

### 프랑스와의 범세계적 충돌
제2차 백년전쟁

### 네덜란드와의 아시아에서의 경쟁
16세기 말에 잉글랜드와 네덜란드는 아시아에서 무역 독점을 하고 있던 포르투갈의 아성에 도전하기 시작했다. 조인트-스토크(joint-stock) 회사들은 재정을 위해 잉글랜드 동인도 회사 (후일의 영국 동인도 회사)와 네덜란드 동인도 회사를 각각 1600년과 1602년에 설치할 수 있도록 허가받았다. 이들 회사의 첫 번째 목적은 향신료 무역에서 이득을 보는 것이었고, 그들은 중요한 무역 상대인 인도와 인도네시아 군도에서 향신료의 원산지를 차지하는 것에도 초점을 맞추었다. 두 회사의 상선이 각각 런던과 암스테르담에 근접하게 되면 서로 격렬하게 대항하였는데 특히 네덜란드가 몰루카 (이전의 포르투갈의 성채)를 장악하고, 잉글랜드는 공장을 설립한 1613년에 인도의 수라트에서 성공을 거두게 되면서 잉글랜드와 네덜란드 사이에서 두 회사간의 충돌은 피할 수 없게 되었다.
17세기의 영국-네덜란드 전쟁은 아시아에서의 네덜란드의 강력한 위치를 흔들어 놓았다. 비록 잉글랜드가 마침내 네덜란드 식민제국의 세력을 몰아냈지만, 짧은 기간 동안 네덜란드의 경제는 더 증진되었다. 잉글랜드와 네덜란드의 적대적인 관계는 1688년 명예 혁명 이후에 네덜란드의 오렌지가의 윌리엄이 잉글랜드의 왕위에 오르면서 종식되었다. 한편, 인도네시아 군도의 향신료 무역은 네덜란드가 차지하였고, 인도의 직물산업은 잉글랜드가 차지하였는데 직물산업은 곧 수익면에서 향신료 무역에 따라잡혔다. 또한 1720년 잉글랜드 회사의 시장 점유율은 네덜란드에게 압도당했다. 영국 동인도 회사는 목화 무역의 중심지를 향신료 무역의 중심인 수라트에서 "세인트 조지 항" (후일의 마드라스)과 봄베이 (이곳은 1661년에 포르투갈이 캐서린의 지참금 형식으로 잉글랜드의 찰스 2세에게 양도한 곳이다.) 그리고 수타누티 (캘커타의 한 마을)로 전환시킴으로써 이를 해결하려 하였다.

## 제2제국(1783년 ~ 1815년)

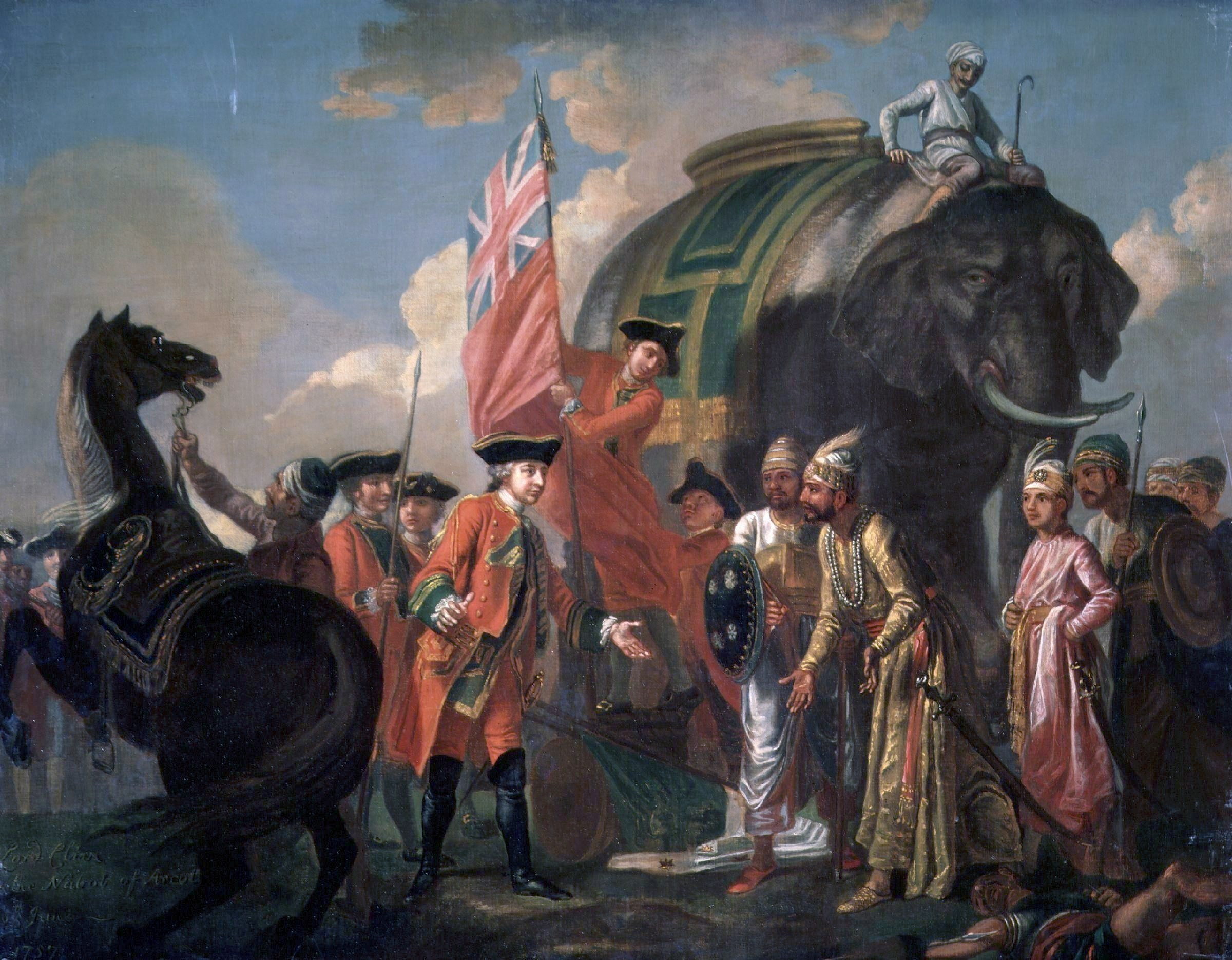
플라시 전투에서 로버트 클라이브가 승리를 거둠으로써 영국 동인도 회사의 통상력은 물론 군사력까지 확립되었다.

### 동인도 회사의 인도 지배
1세기 동안 영국 동인도 회사가 인도 제국에서 초점을 둔 사업은 무역이었다. 실제로 영국 동인도 회사는 처음에는 강대국이었던 무굴 제국을 상대로 영역 다툼을 벌이지 않았으며, 1617년 통상권을 허가받았다. 18세기 동안 무굴 제국의 영향력이 쇠퇴하기 시작하면서 영국 동인도 회사는 무역에서 영토로 관심을 돌렸으며, 1740년대와 1750년대에 인도 남동부의 카르나타카 전쟁에서 영국 동인도 회사는 프랑스 동인도 회사와 싸웠다.
플라시 전투에서 영국군은 로버트 클라이브의 지휘 아래 프랑스군과 그들의 인도인 동맹군으로부터 항복을 받아냈다. 이로써 영국은 벵골의 지배권을 확립하였고, 인도에 더 많은 군사들을 파견하여 정치적 영향력을 확대하였다. 다음 10년간 단계적으로 지배 아래에 둔 영토를 넓혀갔으며, 직접적 또는 간접적으로 지방의 꼭두각시 통치자들을 통해서 80%의 비율로 지방 고유의 인도인 용병들(세포이)로 구성된 인도군의 군사력을 장악하였다. 영국 동인도 회사는 1857년까지 인도를 다스렸다.

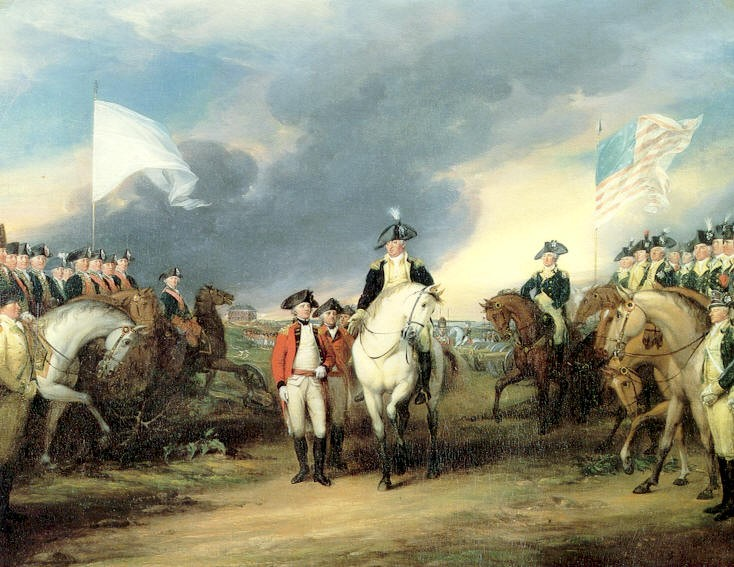
요크타운에서 항복을 선언한 콘월리스 (존 트럼벌, 1797년)

### 아메리카의 13개 식민지 상실
1760년대에서 1770년대 동안 13개 식민지와 영국 간에 점점 긴장 관계가 고조되었다. 자신들의 동의 없이 영국 의회가 독단적으로 자신들에게 무거운 세금을 부과하려고 하는 것에 분노를 느낀 아메리카 식민지 주민들은 처음엔 “대표 없는 과세는 없다.”라고 요약한 구호를 내세우며 반대했다. 아메리카 식민지 주민들의 공민권 보증에 대해 의견이 맞지 않자 영국인들은 폭력적으로 돌변하였다. 그리고 1775년에 미국 독립 전쟁이 발발하였다. 다음해에 식민지 주민들은 미국의 독립을 선언하고 프랑스로부터 지원을 받으며 결국 1783년에 전쟁에서 승리하였다.
미국에서 일어난 사건은 캐나다에 대한 영국의 정책에 영향을 끼쳤다. 독립 전쟁 동안 왕당파가 캐나다에 대규모적 규모로 쇄도하였다. 제국의 권위를 옹호할 의도로 제정한 1791년 제헌법을 통해 어퍼캐나다(영어권 지역)와 로어캐나다(프랑스어권 지역) 등 두 공동체 사이의 긴장 상태를 진정시켰다. 동시에 미국의 독립과 같은 일이 다시는 일어나지 않도록 예방하고자 캐나다 정부가 대중을 지배하는 것을 허락하지 않았으며, 영국을 위하여 헌신하도록 영국 본국과 비슷한 통치체제를 실시하였다. 영국령 북아메리카의 앞날은 나폴레옹 전쟁 동안 영국이 대서양 무역의 일부를 강제로 장악하려고 시도한 결과, 미영 전쟁 기간에 잠시 절멸할 위기에 직면하였다. 그리고 미국은 북방 국경을 확장할 기회를 잡는 데 실패하였다. 이 전쟁은 현재 영국과 미국 사이에 정식으로 선전포고한 유일한 전쟁으로 남아 있다.

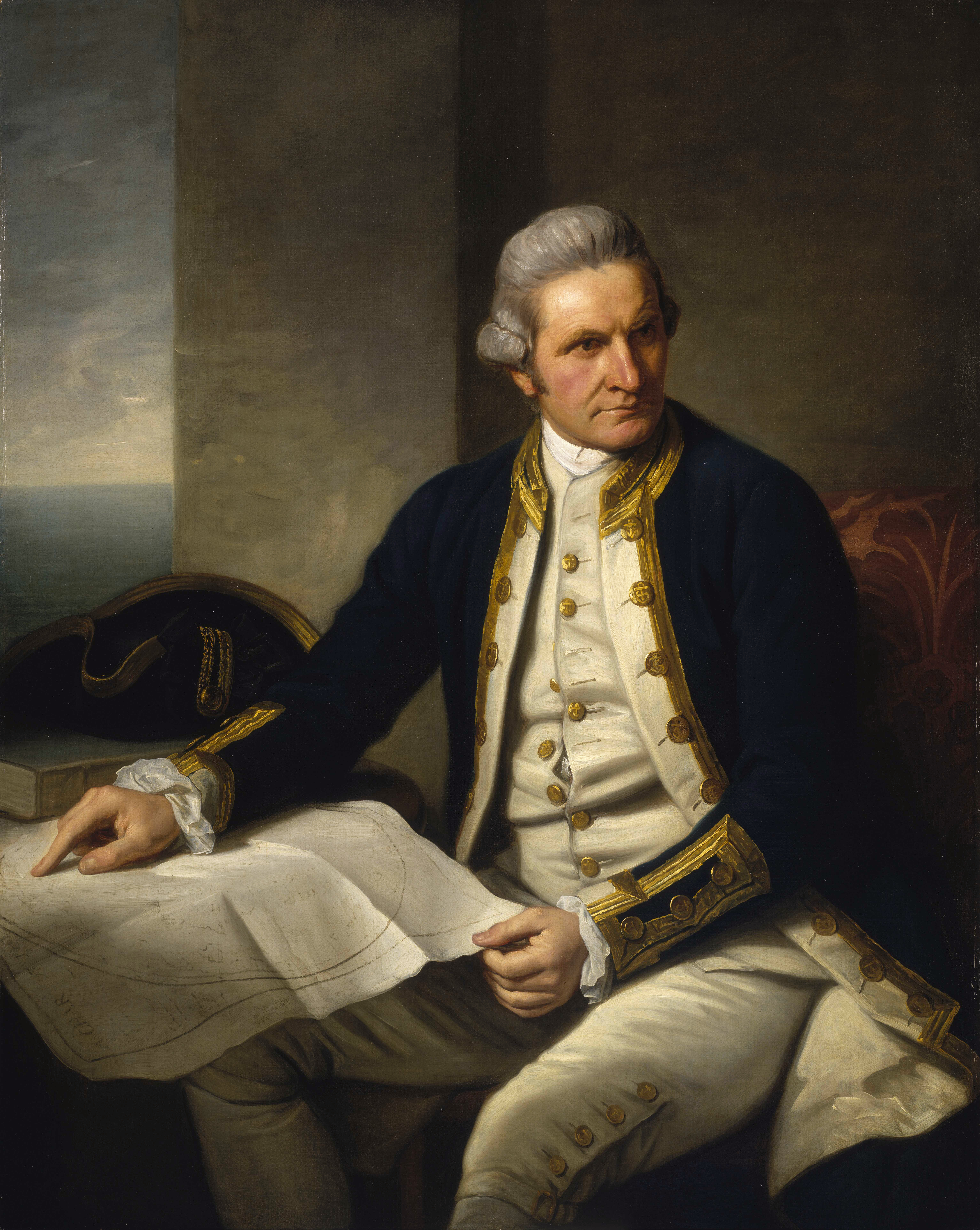
제임스 쿡의 태평양 항해는 오스트레일리아와 뉴질랜드 등 몇몇 장소를 영국의 식민지로 만드는 결과를 가져왔다.

### 태평양 탐험
1718년 이래, 한 해에 대략 천 명의 영국인 죄수가 대서양을 건너 아메리카 식민지로 귀양을 떠났다. 1783년에 13개 식민지를 잃은 후, 그곳을 대체할 마땅한 장소를 물색하던 영국 정부는 새로 발견한 땅 뉴사우스웨일스를 새로운 죄수 유형지로 선택하였다. 이곳은 나중에 네덜란드가 1606년에 이미 발견했지만 식민화하지 않은 뉴홀랜드였던 것으로 밝혀지게 되었는데, 나중에 영국에 의해 다시 전체를 통틀어서 오스트레일리아라는 이름으로 바뀌었다.
1770년 제임스 쿡은 남태평양에서 항해를 하던 중에 오스트레일리아의 동쪽 해안을 발견하고, 그곳을 뉴사우스웨일스라고 이름 붙였다. 1778년 쿡의 박물학자 조셉 뱅크스는 이 지역에 대한 조사를 마치고 나서 본국 정부에 보터니 만에 죄수들을 이주시킬 만한 적당한 장소를 찾았다고 보고하였다. 그리고 1787년에 죄수들을 실은 첫 번째 배가 출항하였으며, 1788년에 도착했다. 매슈 플린더스는 1803년 항해를 마치고 나서 뉴홀랜드와 뉴사우스웨일스가 같은 장소였다는 사실을 밝혀냈다. 1826년 오스트레일리아의 서쪽 해안은 영국이 킹조지 해협에 군사 기지를 세우면서 이곳에 대한 권리를 정식으로 주장하였다. 그 후 1826년에 스완 강 식민지 건설이 이어졌다. 오스트레일리아 식민지는 나중에 자치 식민지가 되었으며, 양모와 황금의 주요 수출국이 되었다.
또한, 쿡은 항해하는 동안 1642년에 네덜란드 선원이 최초로 발견한 뉴질랜드도 발견하였다. 1769년과 1770년에 각각 북쪽 섬과 남쪽 섬에 대한 영국의 권리를 주장하였다. 처음엔 뉴질랜드의 원주민이었던 마오리족 주민들과 유럽인들의 접촉은 상품 매매에 한해서만 이루어지고 있었다. 그러나 1800년대 초기 동안 선교사들과 상인들에 의한 유럽인들의 이주가 늘어나면서 영국인들이 형식적으로나마 지배권을 얻으려 하였다. 결국, 마오리족은 와이탕이 조약에 서명하였다.

### 나폴레옹과의 전쟁

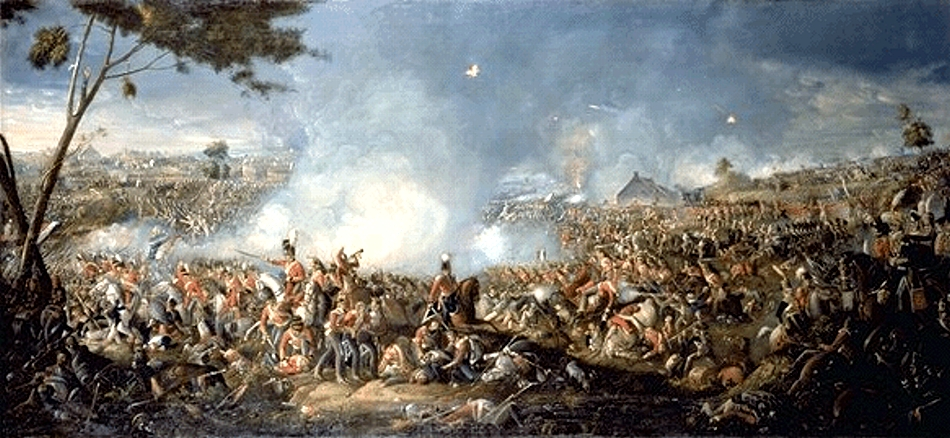
워털루 전투는 나폴레옹 전쟁의 종식과 팍스 브리타니카의 도래를 알렸다.

영국은 나폴레옹 치하의 프랑스로부터 한 번 더 도전을 받아 전력을 다해 싸웠다. 이 대결은 이전의 전쟁들과는 달리 두 나라 간 이데올로기의 경쟁을 의미한 것이었다. 단순히 영국이 세계무대에서 사라질 위기에 직면한 것만이 아니었다. 나폴레옹의 군대는 유럽 대륙의 수많은 나라를 침략했으며, 이내 영국에도 위협이 임박하였다.
나폴레옹 전쟁은 영국이 승리를 위해 엄청난 양의 자금과 물자를 쏟아부은 전쟁 가운데 하나였다. 프랑스 항구들은 영국 해군에 의해 봉쇄되었으며, 이는 1805년 트라팔가르에서 프랑스 함대를 상대로 승리하는 데 결정적인 요소가 되었다. 네덜란드를 비롯한 정복 식민지들은 차례대로 공격을 받아 점령되었으며, 1810년 나폴레옹에 의해 합병되었다. 프랑스는 1815년 유럽군들의 연합 공격을 받고 마침내 패배하였다. 대영 제국은 또다시 평화 조약의 수혜자가 되었다. 프랑스로부터는 이오니아 제도와 몰타(이 둘은 1797년과 1798년에 각각 점유하였음), 세인트루시아, 모리셔스를 넘겨받았으며, 스페인으로부터는 트리니다드섬과 토바고섬을 넘겨받았다. 네덜란드로부터는 가이아나와 케이프 식민지를 넘겨받았다. 영국은 프랑스에 과들루프와 레위니옹을, 네덜란드에는 자바와 수리남을 돌려주었다.

### 노예 제도 폐지
노예 폐지론자들의 활동으로 증대하는 압력을 받은 영국은 노예 매매(1807)를 법적으로 금지했으며, 머지않아 다른 나라들에서도 이러한 신념을 받아들여 차츰 노예 매매 금지를 강력히 주장하기 시작하였다. 19세기 중반까지 영국은 세계적인 규모로 노예 매매를 근절하는 데 노력하였다. 단지 노예 매매를 금지하는 것 뿐만 아니라 노예 제도 자체를 불법화하는 법률은 1833년을 지나 1834년 8월 1일에 제정되었다.

## 제국주의 시기 또는 대영 제국의 전성기(1815-1914)

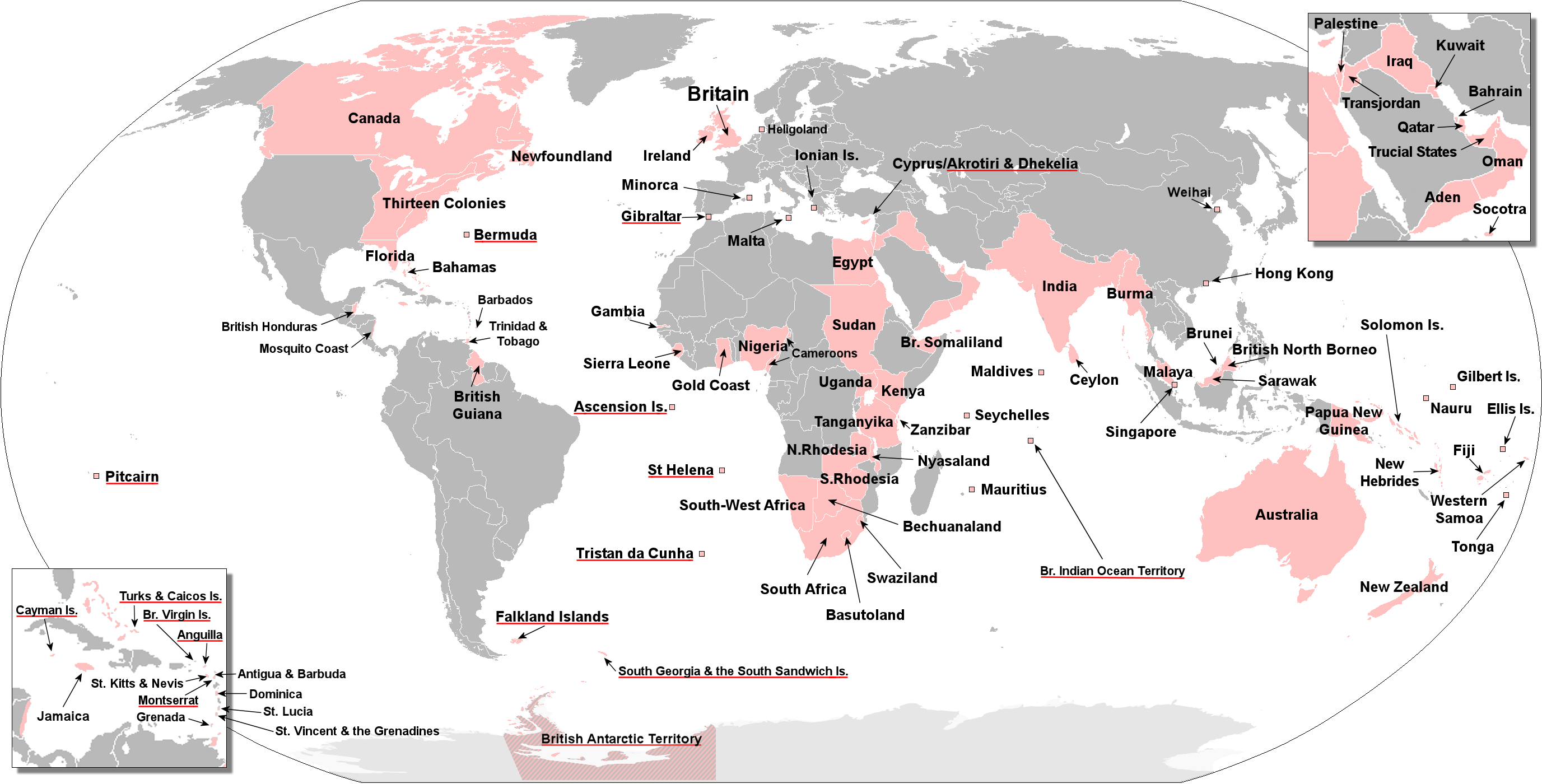
대영 제국의 판도

1815년부터 1914년까지는 영국 역사에서 “제국의 세기”라고 부르는 기간으로, 약 2천6백만 제곱킬로미터의 영토와 당시 세계 인구의 1/4에 해당되는 약 4억 명의 인구가 대영 제국의 이름 아래 하나가 되었다. 나폴레옹을 상대로 승리를 거둔 영국에 있어서는 경쟁국이 러시아 이외에는 존재하지 않았으며, 특히 바다에서 도전받은 적은 절대 없었다. 영국은 세계의 경찰 역할을 자처하였는데, 훗날 이때를 가리켜 “팍스 브리타니카”(Pax Britannica)라고 불렀다. 영국은 식민지 곳곳에 표면적인 지배력을 행사함과 동시에 세계 무역에서 주도적인 위치를 점유하게 되었는데, 이는 남아메리카, 중국, 시암과 같이 일부 역사학자들이 “비공식 제국령”으로 묘사한 많은 명의상 독립국의 경제를 사실상 통제했다는 것을 뜻한다.

### 동인도 회사와 아시아
19세기 동안 영국의 대(對)아시아 정책은 인도를 중심으로 영향력을 주변으로 확대하고 그것을 지켜내는 것이었다. 영국은 인도를 많은 주요 식민지들과 그 밖의 아시아 식민지들을 개척하는 데 필요한 관문으로 인식하였다. 영국 동인도 회사는 대영 제국이 아시아에 대한 영향력을 확장할 수 있게 도와주었다. 동인도 회사의 군대는 7년 전쟁 동안 영국 해군과 힘을 합쳤으며, 이집트에서 나폴레옹 축출(1799), 네덜란드로부터 자바 탈취(1811), 싱가포르(1819)와 말라카(1824) 획득, 버마 격퇴(1826) 등 인도 밖으로 활동 무대를 옮겨가면서까지 협력을 이어갔다.

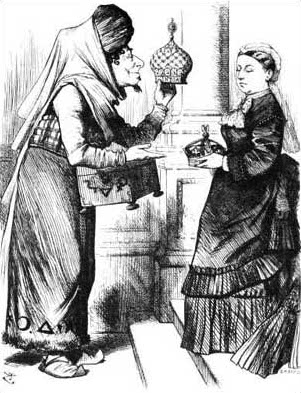
1876년 벤저민 디즈레일리(1804–1881)가 빅토리아 여왕을 인도의 여황제로 추대한 사건에 대한 정치 풍자화.

동인도 회사의 종식은 1857년에 세포이들이 동물기름으로 바른 소총 탄약통을 받으라는 영국인 지휘관들의 명령에 맞서 폭동을 일으킴으로써 앞당겨졌다. 탄약통을 받는 것은 힌두교도와 이슬람교도의 종교적 믿음에 어긋나는 것이었다. 그러나 세포이 반란이 일어난 원인은 단순히 탄약통 수령 문제만 있는 것이 아니었다. 당시 인도인들의 문화와 종교는 영국인들의 꾸준한 잠식에 직면하여 사라질 위기에 처해 있었으며, 이에 대한 인도인들의 불만이 폭발했던 것이다. 결국, 폭동은 영국군에 의해 진압되었으나, 양측 다 큰 손실을 보았다. 폭동을 진압한 후, 영국 정부는 인도를 직접 식민 통치하는 방식을 취하였다. 여왕 빅토리아가 인도의 여황제를 겸임하고, 인도를 다스리는 일을 담당하는 연방 총독이 임명되면서 영국령 인도의 시대가 찾아왔다. 동인도 회사는 다음해인 1858년에 해산되었다.
한편, 동인도 회사는 인도를 기점으로 1730년대 이후부터는 중국에 아편을 수출하는 무역업에 종사하였다. 이 무역은 1729년 청 왕조가 아편 금지령을 내린 이후 불법화되었다. 이와는 대조적으로 영국은 중국에 대량의 은을 내면서까지 홍차를 수입함에 따라 막대한 손해를 입었다. 이러한 무역 불균형
은 오히려 영국에 역으로 도움이 되었다. 1839년, 중국 당국이 광저우에서 영국 상인들로부터 아편 상자 20,000개를 압류 조치한 것이 계기가 되어 영국이 중국을 공격해 승전하였으며(제1차 아편 전쟁), 난징조약을 통해 홍콩섬을 전리품으로 할양받았다.

### 러시아와의 경쟁
19세기에 영국과 러시아는 오스만 제국, 페르시아 제국, 청나라가 기울어 가면서 생긴 공백을 서로 차지하려고 경쟁하였다. 유라시아에서의 이 경쟁은 “그레이트 게임”이라는 이름으로 불린다. 러시아-페르시아 전쟁과 러시아-투르크 전쟁에서 러시아가 페르시아와 오스만을 상대로 차례차례 패배시키면서 자국의 야심과 가능성을 과시하자, 영국은 언젠가 러시아가 육로를 통해 인도를 침공할지도 모른다는 걱정에 사로잡혔다.
1839년, 영국은 아프가니스탄을 러시아보다 먼저 차지하기 위한 침공 작전을 위해 군대를 움직였다. 그러나 제1차 영국-아프간 전쟁은 영국에 있어 큰 실패작이었다. 1853년 러시아가 오스만의 발칸 제도를 침공하자, 지중해와 중동이 러시아의 손아귀에 떨어질지도 모른다는 우려를 한 영국과 프랑스는 러시아 해군의 가능성을 파괴하고자 크림반도로 쳐들어갔다. 그 결과 일어난 크림 전쟁(1854-1856)에서는 근대 전쟁의 새로운 전술이 많이 선보였다. 이 전쟁은 “팍스 브리타니카” 동안 영국과 또 다른 제국주의 나라 간에 벌어진 유일한 세계 전쟁으로, 러시아의 대패로 끝이 났다. 이처럼 중앙아시아 지역의 패권을 둘러싼 영국과 러시아가 벌인 갈등의 영향이 아직도 남아 있어 이 지역의 정세는 미해결 문제로 남아 있다.
그 후 두 나라 간에 한 차례 전쟁이 더 일어날 것 같은 상황이 닥쳤지만, 1878년 중앙아시아에서 두 나라가 차지하는 각 영역에 대한 협정을 이루었다. 1907년에 영러 협약을 체결하면서 그레이트 게임은 종식되었다.

### 케이프에서 카이로까지
네덜란드 동인도 회사는 동인도에 있는 식민지들로 항해하는 선박들의 기항지가 필요함에 따라 1652년에 아프리카의 남쪽 끝에 케이프 식민지를 설립하였다. 1795년에 네덜란드가 프랑스의 침공을 받자 영국은 케이프 식민지가 프랑스의 손아귀에 떨어지는 것을 방해하려고 케이프 식민지를 점령하였으며, 1806년에 케이프 식민지와 그곳에 사는 대다수 보어인(또는 아프리카너) 주민들을 자국의 세력권으로 정식 편입하였다.보어인은 네덜란드어로 '촌놈'을 일컫는다. 영국에서 온 이민자 수는 1820년 후부터 증가하기 시작했다. 영국의 통치에 분개한 수천 명의 보어인은 1830년대 후반과 1840년대 초반에 자신들만의 독립적인 나라를 세우고자 케이프 식민지를 떠나 북쪽으로 대이주하였다. 그 과정에서 보어트레커들은 소토족과 줄루족 나라들을 포함한 몇몇 아프리카 나라들과 동시에 남아프리카에서 자신들의 세력권을 확장하려는 영국과 계속 충돌을 빚게 되었다.
결국, 보어인들은 트란스발 공화국(1852-1877; 1881-1902)과 오라녜 자유국(1854-1902) 등 두 나라를 건설하였다. 1899년-1902년,제 1차 보어 전쟁은 보어인들의 위장과 게릴라전, 영국군의 방식으로 보어인들의 승리로 끝났다. 제2차 보어 전쟁 후에 영국은 트란스발 공화국과 오라녜 공화국과 조약을 맺음으로써 1902년에 두 보어인 공화국들에 대한 군사 점령을 끝마쳤다.
1869년에 프랑스의 나폴레옹 3세는 지중해와 인도양을 연결하는 수에즈 운하를 개통하였다. 영국인들은 처음엔 운하에 대해 회의적인 시각을 갖고 있었지만, 이내 운하의 전략적 가치를 알아보았다. 1875년, 벤저민 디즈레일리의 보수당 정부는 사치로 빚에 시달리던 이집트 부왕 이스마일 파샤를 상대로 4백만 파운드로 수에즈 운하의 44% 소유주를 사들였다. 그리하여 영국 본토에서 인도에 이르는 뱃길로써 전략상으로 중요한 운하의 경영에 대한 영향력을 강화하였다. 수에즈 운하는 프랑스의 나폴레옹 3세에 의해 6년 일찍 개통하였다. 이집트에 대한 영국과 프랑스의 공동 재무 장악은 1882년 영국이 완전히 장악하는 것으로 끝이 났다. 여전히 주주(株主)의 대다수였던 프랑스인들은 영국의 입장을 약화시키려고 하였으나, 1888년 콘스탄티노폴리스 조약을 통해 타협으로 해결을 지었다. 운하를 중립적인 지역으로 만든다는 내용의 이 조약은 1904년에 효력을 발휘하였다. 그러나 1954년까지 운하를 차지한 영국인들이 사실상 통치력을 행사하였다.
프랑스와 벨기에, 포르투갈이 콩고강 하류에서 활동하며 아프리카 열대지방을 뿌리부터 차례로 세력을 침투함에 따라 유럽 강대국 간에 일어난 경쟁을 조정하고자 1884년 베를린 회의가 개최되었다. 제국주의 국가들의 영토 팽창정책을 억제하고자 “유효한 점유”로 특징 되는 “아프리카 분할” 협의가 이뤄졌는데, 이는 영토에 대한 권리를 주장하는 것에 대한 국제적 공인의 표준으로 자리잡았다. 열강의 아프리카 분할은 1890년대까지 계속되었으며, 1885년에 영국이 수단에서 손을 떼기로 한 결정을 재고한 것의 근거가 되었다. 영국-이집트 연합군은 1896년에 마디분리주의자들을 쳐부수었으며, 1898년에는 파쇼다 침입을 기도한 프랑스를 저지하였다. 수단은 영국과 이집트가 공동으로 보호 통치하는 나라가 되었지만, 보호국은 명의상일 뿐이고 실제로는 영국의 식민지로 전락하였다.
세실 존 로즈는 “케이프에서 카이로까지”를 주장하며 영국이 아프리카의 남쪽에서 북쪽에 걸쳐 신속히 영토를 확장해야 한다고 촉구하였다. 영국은 전략상의 요지인 수에즈 운하와 연결된 철도를 통해 광물이 풍부한 남부 지방을 관리하였다. 이를 종단 정책이라고 부른다. 1888년 로즈는 영국 남아프리카 회사를 개인 회사로 소유하였으며, 점유한 영토들을 합병한 다음 자신의 이름을 따서 로디지아라고 이름 지었다.

## 세계 대전 (1914년 ~ 1945년)

### 제1차 세계 대전 (1914년 ~ 1918년)
제1차 세계대전은 1914년 사라예보에서 일어난 오스트리아-헝가리 제국 황태자 프란츠 페르디난트가 암살당함으로써 시작되었으나 그 이면에는 민족주의, 제국주의와 같은 정치 경제적 갈등이 원인으로 작용하였다. 영국은 처음부터 전쟁에 참전하지는 않았으나 벨기에의 중립국 지위보장에 대한 독일 제국과의 협상이 결렬되자 선전포고와 함께 전쟁을 벌이게 되었다. 제1차 세계대전은 참호전, 기관총, 화학무기, 야간 폭격, 탱크 등 이전의 전쟁에서는 볼 수 없었던 참혹한 전쟁이었으며 수많은 희생자가 발생하였다. 1917년에 이르러 동맹국은 차례 차례 항복하기 시작하였고 1918년 독일 제국이 항복함으로써 제1차 세계대전이 끝났다.
전쟁 이후 영국은 독일 제국의 식민지였던 요르단과 잔지바르를 자국의 식민지로 편입하였다. 또한, 오스만 제국의 지배를 받던 이라크를 식민지로 편입했으며, 사우디아라비아를 오스만 제국에서 분리시켜 보호국으로 삼았다. 사우디아라비아는 1927년, 이라크는 1932년에 독립하였다.

### 세계 대전 전간기 (1918년 ~ 1939년)

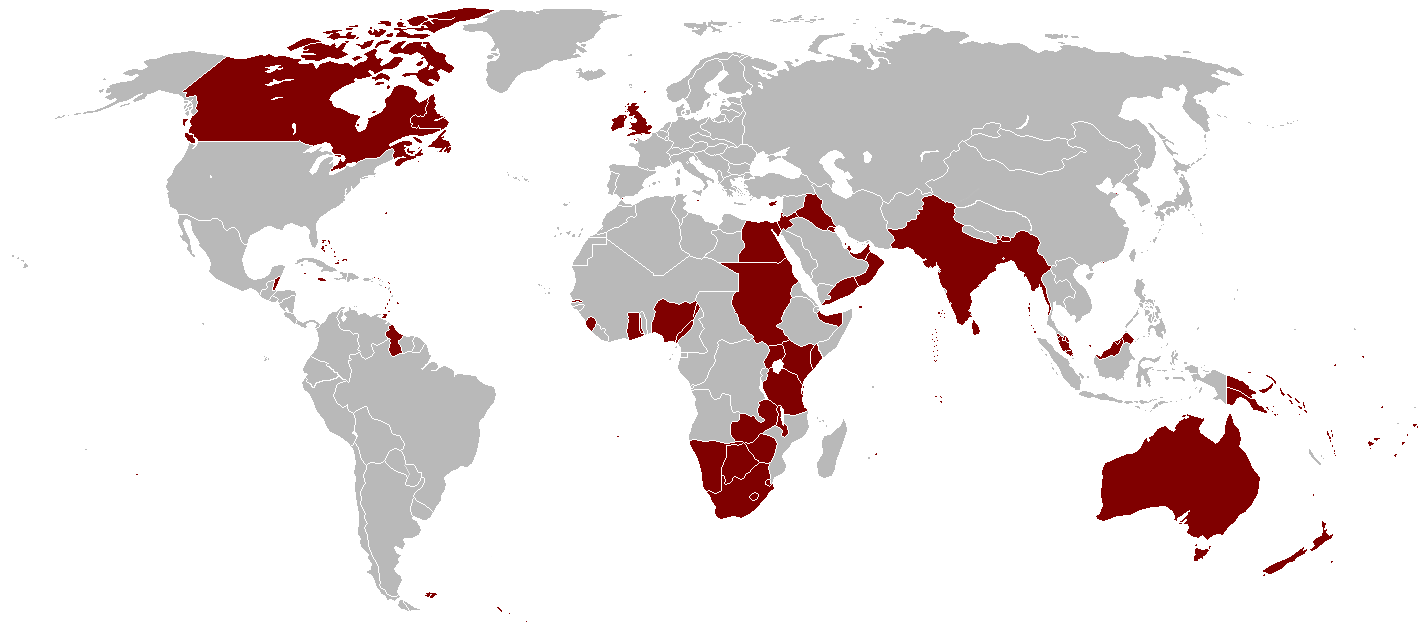
1921년의 대영 제국 판도

국제 정세가 변화하는 가운데 영국은 미국과 일본 중 한 국가와 외교 관계를 맺어야 했기에 워싱턴 해군 조약을 통해 미국과 손을 잡는 동시에 일본에게 경고의 메시지를 보냈다. 하지만 경제 대공황이라는 긴급 상황에 의해 미국, 영국, 유럽의 경제는 예전만도 못한 상태가 되었는데 이는 독일 지역에 나치즘을 확산시키는 계기가 되었으며 대영 제국에 속한 식민지 국가들이 흩어져 영국 연방으로 재편되는 과정을 촉진시켰다.
한편 영국은 신 페인과 정치적 충돌에 휘말리게 되었는데 아일랜드와 잉글랜드 간에 대립이 시작된 것이다. 이로 인해 영국은 아일랜드를 독립국으로 인정하되 북아일랜드 지역을 영국령으로 통치하는 조건을 달아 전쟁을 멈추게 된다. 이후 대영 제국은 아일랜드 공화국 통치 지역을 제외한 나머지 영토를 다스리게 되었다.

### 제2차 세계 대전 (1939년 ~ 1945년)
1939년 9월, 영국은 나치 독일에 반대한다는 적대 선언을 하였다. 직할 식민지들과 영국령 인도 제국 등 아일랜드를 제외한 모든 식민지와 자치령도 독일을 적국으로 간주하겠다고 선언하였다. 아일랜드 자유국은 전년도에 협정한 영국 해군 철수 조약항에 따라 법률상 전쟁기간 동안 죽 중립 상태로 남아있기로 하였다. 오스트레일리아는 영국의 동맹으로서 전쟁에 참가하였다. 오스트레일리아의 총리 로버트 멘지스는 영국의 선전포고에 자동으로 오스트레일리아도 동참해야 한다고 보았다. 그러나 멘지스는 처칠이 오스트레일리아군을 중동에서 혹사하는 것에 대해서 염려하였다. 멘지스의 후임자 존 커틴은 영국에 대해 뿌리 깊은 환멸을 가지고 있었고, 결국 그는 독자적으로 일본에 전쟁을 선포하였다. 보몽이 지적한 것처럼 영국과 오스트레일리아 사이는 ‘급속도로 나빠졌다.’ 1941년 12월 7일 커틴은 미국과의 전화통화를 통해 오스트레일리아 정부는 더는 자국의 이익을 영국의 이익보다 아래에 두지 않을 것이라는 암시를 하였다.
제국 전체가 전쟁에 말려들었다. 세계 각지로부터 군수품과 인적 자원을 뽑아냈다. 자치령들은 유럽에서의 공중전을 위해 많은 항공기 승무원들을 파병하였는데, 이들은 대부분 캐나다에서 훈련을 받았다. 다국적으로 이루어진 영국 제8 육군은 북아프리카에서 이탈리아군과 싸웠다. 그리고 1941년 진주만공습으로 미국에 참전하여 일본과 싸워서 미국의 승리를 도왔다.

## 식민지의 독립과 붕괴 (1945년 ~ 1997년)

1959년 대영 제국의 판도

### 최초의 독립 국가들
인도 사람들의 자치와 주권을 얻기 위하여 마하트마 간디와 수바스 찬드라 보스가 이끄는 인도 국민 회의파가 40년에 걸쳐 독립 운동을 지휘한 끝에 1947년 8월 마침내 영국령 인도 제국이 종식되면서, 대영 제국은 가장 크고 값진 식민지인 인도 제국을 상실해버렸다.
무함마드 알리 진나가 이끄는 이슬람교도 연맹은 로비에 성공하여 무슬림 지역을 인도에서 떼어놓아 파키스탄을 건국하였다. 인도의 분할은 대량의 인구 교환과 광범위한 폭력 사태를 낳아 수십만 명의 목숨이 희생되는 결과를 가져왔다.

### 팔레스타인
영국의 팔레스타인 위임 통치는 1948년에 끝났다. 영국군이 철수하자 유대인과 아랍인 사이에 영토를 둘러싸고 분쟁이 일어나게 된다.

### 수에즈 사태
1952년 7월에 혁명을 일으켜 권력을 장악한 이집트의 나세르는 4주년을 맞이하여 수에즈 운하의 국유화를 선언했다. 수에즈 운하에 대해 영국과 프랑스가 보유하고 있던 모든 권리를 박탈한 것이다. 그러자 격분한 영국과 프랑스는 이스라엘과 비밀협정을 맺어 수에즈 운하를 탈환하려고 계획했다.
1956년 10월 29일, 이스라엘군은 갑자기 시나이반도를 가로질러 수에즈 운하로 진격했다. 다음날 영국군과 프랑스군이 이집트에 최후통첩을 보내고 운하 입구에 있는 도시 포트사이드를 공격했다. 일주일간의 전투에서 이스라엘은 승리했고 이집트는 일부 영토를 잃었다. 그러나 영국과 프랑스는 시대착오적인 침략전쟁을 일으켰다는 이유로 국제사회의 비난을 받아 그해 12월 22일 두 나라 군대 모두 이집트에서 철수했으며 이스라엘군도 1957년 3월에 철수했고, 미국이 막대한 경제원조를 중동에 제공하면서 그 공백을 메웠다.
이 사건으로 나세르는 전쟁에 지고서도 아랍의 영웅이 되었던 반면, 영국과 프랑스는 중동지역에 행사하던 영향력을 거의 잃어버렸다.

### 포클랜드 전쟁
1982년 4월 2일, 아르헨티나가 자국 영토임을 주장하며 아르헨티나 부근의 영국령 포클랜드섬을 무력으로 점령하면서 영국과 아르헨티나 사이에 전쟁(포클랜드 전쟁)이 일어났다. 이에 영국군은 기동부대를 파견했고 유엔 사무총장의 조정 교섭이 실패로 돌아가자 포클랜드섬에 상륙, 6월 14일 아르헨티나군의 항복을 받아냈다. 이 쟁탈전에서 영국은 포클랜드섬을 계속 보유하게 되었으나 두 달에 걸친 격렬한 전투의 후유증은 심각했다. 전쟁으로 천 명 이상이 사망했을뿐 아니라, 포클랜드 제도를 방위하기 위해 주민의 두 배가 넘는, 약 4천 명의 영국군을 주둔시켜야 했다.

### 홍콩 이양
1984년 홍콩 반환 협정에 따라 홍콩은 1997년에 중화인민공화국의 특별행정구가 되었다. 당시 홍콩 반환 행사에는 찰스 왕세자를 비롯한 많은 사람들이 참석하였다.

## 같이 보기
- 대영 제국의 기 목록
- 대영 제국의 역사
- 대영 제국의 인구 통계
- 대영 제국의 경제
- 대영 제국의 팽창
- 영국의 대외 관계 역사
- 영국으로부터 독립한 국가 목록
- 제국 연방